# Cyril Dumoulin
Cyril Dumoulin (* 2. Februar 1984 in Rillieux-la-Pape) ist ein ehemaliger französischer Handballtorwart.

## Karriere

### Verein
In der Jugend war Dumoulin bei Bourgoin-Jallieu aktiv. Der 1,99 Meter große und 104 Kilogramm schwere Torhüter lief ab 2000 für Chambéry Savoie HB auf, wo er ab 2004 zur ersten Mannschaft gehörte. Mit Chambéry spielte er im EHF-Pokal (2007/2008), in der EHF Champions League (2001/2002, 2003/2004, 2006/2007, 2008/2009, 2009/2010) und im Europapokal der Pokalsieger (2002/2003, 2005/2006). Ab der Saison 2014/15 hütete er das Tor von Fenix Toulouse Handball. Im Sommer 2016 war sein Wechsel zum HBC Nantes vorgesehen, jedoch schloss sich Dumoulin schon im April 2016 vorzeitig dem HBC Nantes an, nachdem sich der etatmäßige Torwart Gorazd Škof verletzte. Mit Nantes gewann er 2017 den französischen Pokal und wurde Vizemeister. In der EHF Champions League 2017/18 unterlag er mit Nantes im rein französischen Finale gegen Montpellier AHB. Zur Saison 2021/22 wechselte er ein Jahr vor seinem eigentlichen Vertragsende zum Ligakonkurrenten Tremblay-en-France Handball. Nach der Saison 2024/25 beendete er seine Karriere.

### Nationalmannschaft
Cyril Dumoulin stand im Aufgebot der französischen Nationalmannschaft; er debütierte in der A-Nationalmannschaft am 21. Juni 2009 in einem Länderspiel gegen die lettische Auswahl. Mit Frankreich gewann er die Silbermedaille bei den Mittelmeerspielen 2009. Mit dem französischen Nationalteam gewann er die Europameisterschaft 2014 sowie die Weltmeisterschaft 2015. Jeweils die Bronzemedaille errang er bei der Europameisterschaft 2018 und der Weltmeisterschaft 2019. Er absolvierte 91 Länderspiele für Frankreich.

### Erfolge
Verein
- Französischer Vizemeister 2003, 2004, 2008, 2009, 2010, 2011, 2012 und 2017
- Französischer Pokalsieger 2017
- Französischer Ligapokalsieger 2011 und 2017
- Trophée des Champions 2013 und 2017
- EHF-Champions-League-Finalist 2018

Nationalmannschaft
- Weltmeisterschaft:
  - Gold 2015
  - Bronze 2019
- Europameisterschaft:
  - Gold 2014
  - Bronze 2018
- Mittelmeerspiele:
  - Silber 2009